# هيدروبرين
هيدروبرين (بالإنجليزية: Hydroprene)‏ هو منظم لنمو الحشرات يستخدم كمبيد حشري. يتم استخدامه ضد الصراصير والخنافس والعث. تشمل المنتجات التي تَستخدم الهيدروبرين «Gencor» و«Gentrol» و«Raid Max». الهيدروبرين هو هرمون اصطناعي للأحداث يقلد نمو يرقات الحشرات مثل طرح الريش.

## روابط خارجية
- Hydroprene in the Pesticide Properties DataBase (PPDB)